# 안네 베사르
안네 베사르(에스토니아어: Anne Veesaar, 1957년 7월 4일 ~ )는 에스토니아의 배우이다.